# Горшков, Иван Фёдорович
Иван Фёдорович Горшков (17 декабря 1906, Кимры — 21 мая 1954, Москва) — советский военный деятель, полковник (1946).

## Биография

### Довоенное время
В октябре 1928 года был призван в ряды РККА и направлен красноармейцем во 2-й стрелковый полк дивизии особого назначения ГПУ имени Ф. Э. Дзержинского, а в сентябре 1929 года — на учёбу в Объединённую военную школу имени ВЦИК.
В 1930 году вступил в ряды ВКП(б).
После окончания школы Горшков в марте 1932 года был назначен на должность командира взвода в 95-м стрелковом полку, дислоцированном в городе Быхов. В мае 1932 года был направлен на учёбу на курсы усовершенствования командного состава при Военной академии механизации и моторизации РККА, после окончания которой с сентября того же года служил в учебно-механизированном полку этой же академии, где исполнял должности командира танкового взвода, роты и помощника начальника штаба полка.
В ноябре 1938 года Горшков был назначен на должность начальника курсов усовершенствования офицерского состава при 2-м Саратовском танковом училище, а в апреле 1941 года был направлен на учёбу в Военную академию имени М. В. Фрунзе.

### Великая Отечественная война
С началом войны Горшков продолжил обучение в академии и после окончания первого курса в ноябре 1941 года был назначен на должность помощника начальника оперативного отдела штаба 10-й армии (Западный фронт), после чего принимал участие в битве за Москву.
В декабре того же года был назначен на должность заместителя начальника штаба, а в июле 1942 года — на должность начальника штаба 31-й гвардейской стрелковой дивизии, которая вела наступательные боевые действия под Москвой, а затем — оборонительные и наступательные боевые действия на жиздринском направлении.
В ноябре 1942 года был направлен на учёбу на ускоренный курс при Высшей военной академии имени К. Е. Ворошилова, после окончания которого с 14 июня по 10 июля 1943 года исполнял должность командира 40-го стрелкового корпуса в составе Уральского военного округа, а затем был назначен на должность начальника штаба этого корпуса. В составе 63-й армии (Брянский фронт) корпус принимал участие в ходе Орловской наступательной операции.
С сентября 1943 года Горшков находился на лечении в госпитале и по выздоровлении в январе 1944 года был назначен на должность преподавателя кафедры службы штабов Военной академии имени М. В. Фрунзе.

### Послевоенная карьера
После окончания войны Горшков находился на прежней должности. В декабре 1948 года был назначен на должность преподавателя тактики военного факультета Московского финансового института, а в ноябре 1953 года — на должность преподавателя кафедры общей тактики, тыла и снабжения этого же института. 
Умер 21 мая 1954 года в Москве.

## Награды
- Орден Ленина
- Орден Красного Знамени
- Орден Отечественной войны 1-й степени
- два ордена Красной Звезды
- медали